# Бурий сріблодзьоб
Бурий сріблодзьо́б (Euodice) — рід горобцеподібних птахів родини астрильдових (Estrildidae). Представники цього роду мешкають в Африці і Азії.

## Види
Виділяють два види:
- Сріблодзьоб чорногузий (Euodice cantans)
- Сріблодзьоб індійський (Euodice malabarica)

## Етимологія
Наукова назва роду Euodice походить від сполучення слів дав.-гр. ευ — добрий і ωδικος — музикальний, співочий.